# Wyssegga
Wyssegga är en bergstopp i Schweiz.   Den ligger i distriktet Leuk och kantonen Valais, i den södra delen av landet, 90 km söder om huvudstaden Bern. Toppen på Wyssegga är 3 168 meter över havet, eller 183 meter över den omgivande terrängen. Bredden vid basen är 1,7 km.
Terrängen runt Wyssegga är huvudsakligen bergig, men den allra närmaste omgivningen är kuperad. Närmaste större samhälle är Visp, 14,7 km nordost om Wyssegga. 
Trakten runt Wyssegga består i huvudsak av gräsmarker. Runt Wyssegga är det ganska glesbefolkat, med 34 invånare per kvadratkilometer.